# Helena Šustrová
Helena Šustrová (* 13. července 1981 Nové Město na Moravě) je česká politička, radní a zastupitelka Nového Města na Moravě, od listopadu 2010 do června 2013 místopředsedkyně KDU-ČSL a členka této strany.
Po absolvování Gymnázia Vincence Makovského v Novém Městě na Moravě vystudovala v letech 1999 až 2005 Pedagogickou fakultu Jihočeské univerzity v Českých Budějovicích a následně v letech 2006 až 2009 Pedagogickou fakultu Univerzity Karlovy v Praze. Od roku 2005 se živí jako středoškolská učitelka s aprobací francouzský jazyk-zeměpis.
Jejím otcem je bývalý poslanec Sněmovny národů Federálního shromáždění Pavel Šustr.
V roce 2000 vstoupila do KDU-ČSL. Neúspěšně kandidovala na Vysočině v krajských volbách v letech 2004 a 2008 (byla totiž na nevolitelných místech). Rovněž neúspěšně kandidovala v komunálních volbách v Novém Městě na Moravě v roce 2010, kdy se stala první náhradnicí. Zastupitelkou města Nové Město na Moravě se tak stala až v srpnu 2012 po úmrtí dosavadního zastupitele z téže strany a v září 2012 byla zvolena do funkce radní města.
Na sjezdu KDU-ČSL ve Žďáru nad Sázavou v listopadu 2010 byla zvolena místopředsedkyní strany. Tuto funkci zastávala do června 2013.
V komunálních volbách v roce 2014 z pozice lídryně kandidátky KDU-ČSL obhájila post zastupitelky města. Zůstala i nadále radní města.